# Santiago de Piães
Santiago de Piães é uma povoação portuguesa sede da Freguesia de Santiago de Piães do Município de Cinfães, freguesia com 17,59 km² de área e 1607 habitantes (censo de 2021), e, por isso, uma densidade populacional de 91,4 hab./km².
A igreja  de Santiago de Piães já existia em 1087. A freguesia fez parte do concelho de Sanfins, que nela tinha a sua sede. Extinto este, em outubro de 1855, Santiago de Piães passou a integrar o concelho (atual município) de Cinfães.

## Demografia
A população registada nos censos foi:
| Distribuição da População por Grupos Etários | Distribuição da População por Grupos Etários | Distribuição da População por Grupos Etários | Distribuição da População por Grupos Etários | Distribuição da População por Grupos Etários |
| -------------------------------------------- | -------------------------------------------- | -------------------------------------------- | -------------------------------------------- | -------------------------------------------- |
| Ano                                          | 0-14 Anos                                    | 15-24 Anos                                   | 25-64 Anos                                   | > 65 Anos                                    |
| 2001                                         | 398                                          | 318                                          | 1026                                         | 285                                          |
| 2011                                         | 265                                          | 248                                          | 967                                          | 317                                          |
| 2021                                         | 197                                          | 193                                          | 900                                          | 317                                          |

## Património
- Igreja de São Tiago Maior (matriz)
- Capelas de Santo António, de São João, de São Sebastião, da Senhora da Conceição, da Senhora do Socorro, da Senhora de Cádis e de Cosconhe
- Solar dos Montarróios
- Casas da Póvoa, da Quinta e da Vista Alegre
- Citânia de São Fins
- Sítio de Crestelo
- Lugar de Castro